# Guy Miron

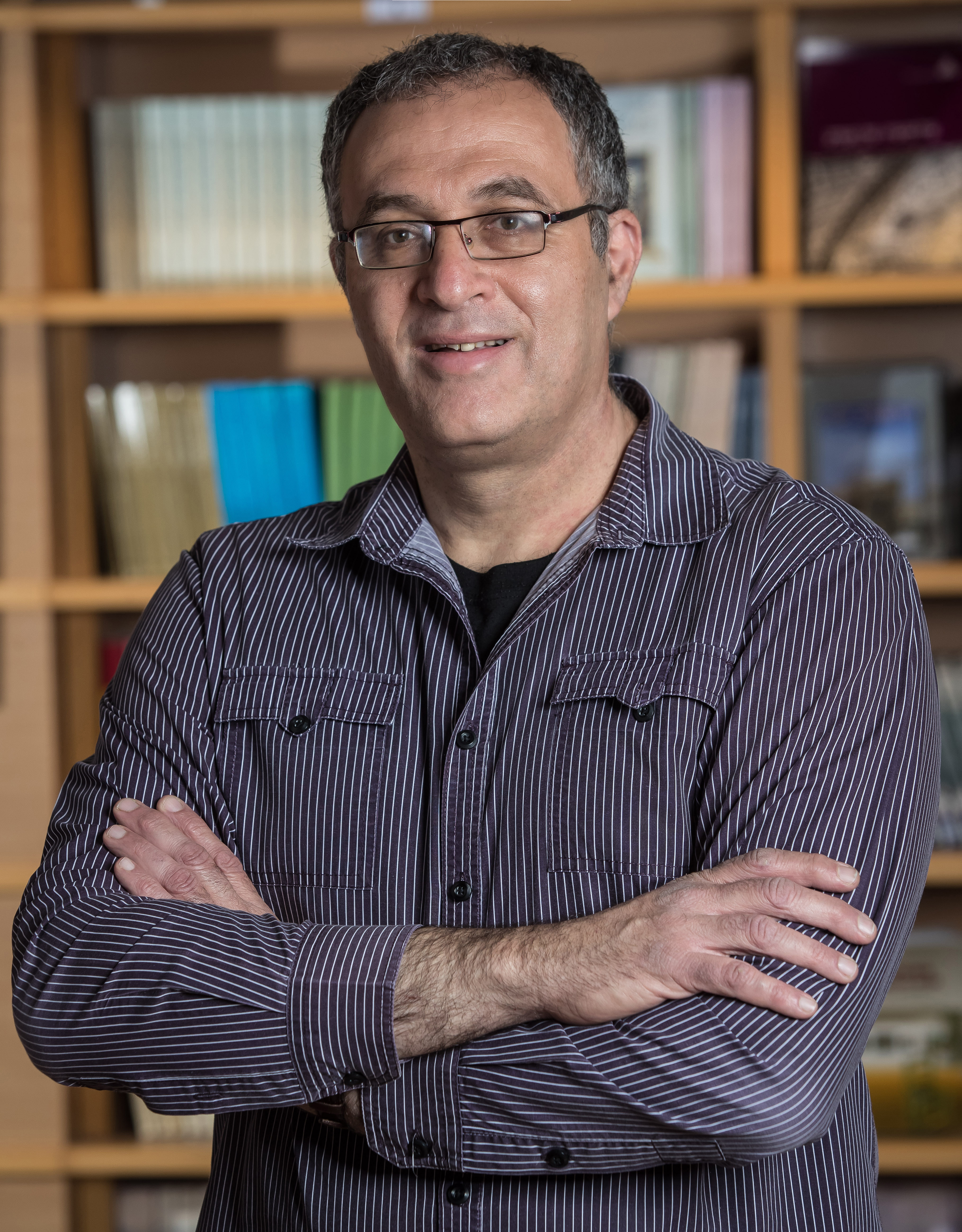
Guy Miron

Guy Miron (geboren 20. Dezember 1966 in Jerusalem) ist ein israelischer Historiker.

## Leben
Guy Miron studierte Geschichte an der Open University Tel Aviv (B.A. 1990) und Judaistik an der Har Etzion Jeschiwa in Allon Schewut, am Morasha College, Jerusalem und an der Hebräischen Universität Jerusalem mit einer Magisterarbeit über Erich Fromm und Leo Löwenthal (M.A. 1993). Er wurde 1999 mit einer Dissertation über das Selbstbild der eingewanderten deutschen Juden in Palästina promoviert.
Miron lehrte von 2003 bis 2014 moderne jüdische Geschichte am Schechter Institut in Jerusalem und wurde danach Professor an der Open University. Er ist Mitglied des Internationalen Instituts für Holocaustforschung bei Yad Vashem und Herausgeber dessen Journals Bishvil Hazikaron. Er forscht und publiziert zur jüdischen Geschichte im 20. Jahrhundert. Miron ist das israelische Mitglied des internationalen Beirats des Hauses der Wannsee-Konferenz in Berlin.

## Schriften (Auswahl)
- Aspects of Jewish Welfare in Nazi Germany. Jerusalem : Yad Vashem, 2006. ISBN 978-3-8353-0294-5
- The German and the German-Jewish Welfare Systems, and the Nazi Policy of Oppression. A Historiographical View. Beitrag in: David Bankier (Hrsg.): Aspects of Jewish welfare in Nazi Germany. Jerusalem : Yad Vashem, 2006 ISBN 965-308-257-4
- The Waning of Emancipation. Jewish History, Memory, and the Rise of Fascism in Germany, France, and Hungary. Detroit : Wayne State University Press, 2011
- mit Shlomit Shulhani (Hrsg.): The Yad Vashem encyclopedia of the ghettos during the Holocaust. Jerusalem : Yad Vashem, 2009 ISBN 978-965-308-345-5
  - Die Yad Vashem Enzyklopädie der Ghettos während des Holocaust. Übersetzung aus dem Englischen Helmut Dierlamm. Göttingen : Wallstein, 2014 ISBN 978-3-8353-1330-9
- The Home Experience of German Jews Under the Nazi Regime, in: Past & Present, 2019, S. 175–212